# Lindhorst
Lindhorst település Németországban, azon belül Alsó-Szászország tartományban. Lakosainak száma 4507 fő (2023. december 31.). Lindhorst Bad Nenndorf és Lüdersfeld községekkel határos.

## Népesség
A település népességének változása:
| Lakosok száma | 4342 | 4361 | 4331 | 4378 | 4482 | 4507 |
|               | 2016 | 2017 | 2019 | 2021 | 2022 | 2023 |